# ジャリーナ・モスク
ジャリーナ・モスク、またはアン＝ナスル・モスク、ハイファの大モスクは、オスマン時代のパレスチナにさかのぼる歴史あるモスクである。ハイファの旧市街に位置し、ガリラヤ地方の統治者ザーヒル・ウマルの誅戮の後、攻撃を実行した指揮官ハサン・パシャへの賞賛の一環として建設された。このモスクは、サギール・モスク（小モスク）に次いでハイファで二番目に古いモスクである。1901年には、時計塔が横に建てられた。これは、アブデュルハミト2世を記念して建てられた時計塔のひとつである。当時、モスクの建物の前に、ハイファ港を通じて海外へ輸出するために準備された穀物のための、石畳の大きな広場があったことから、「ジャリーナ」と名付けられた。

## 改修

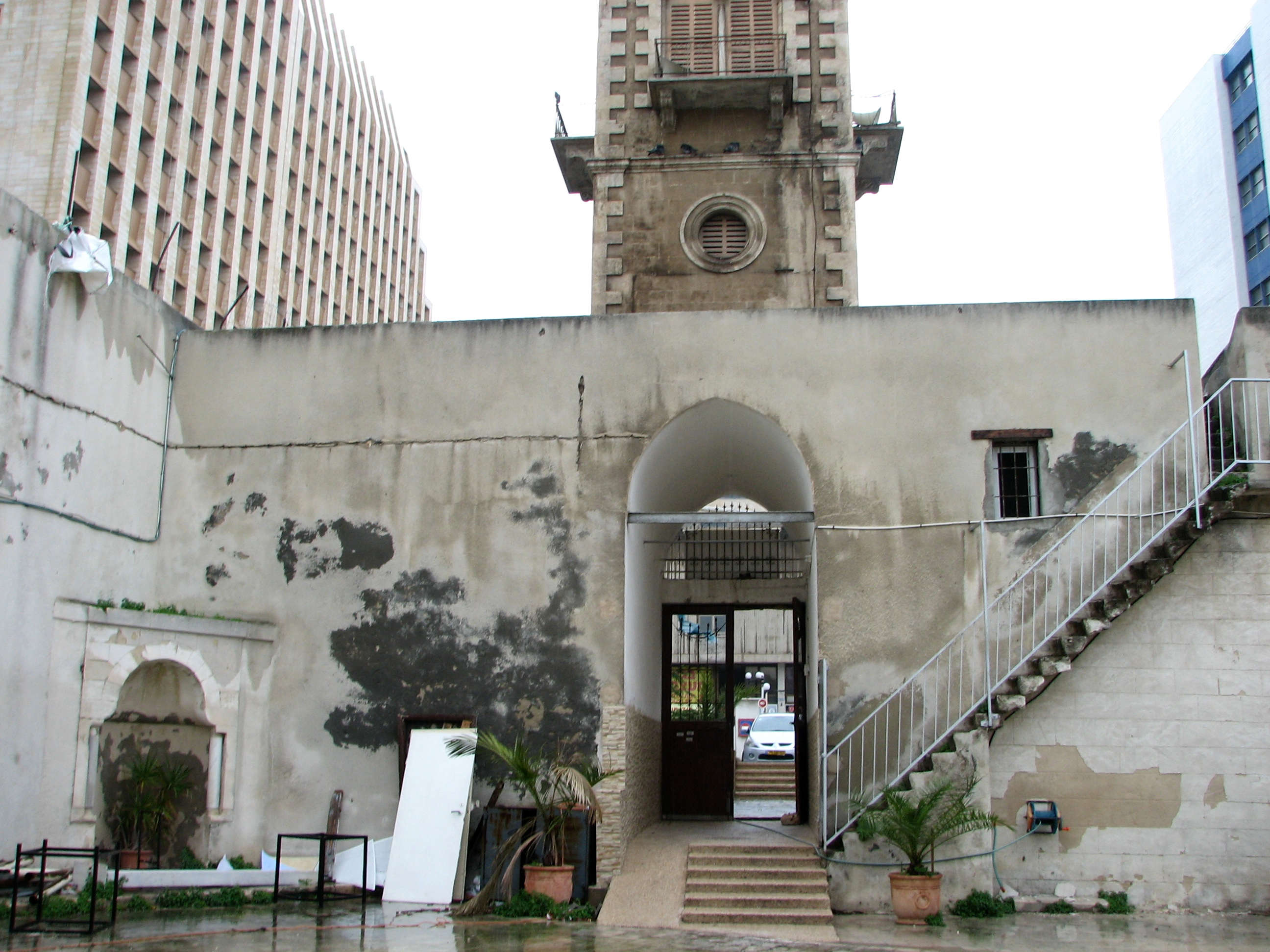
المسجد من الداخل قبل الترميم.
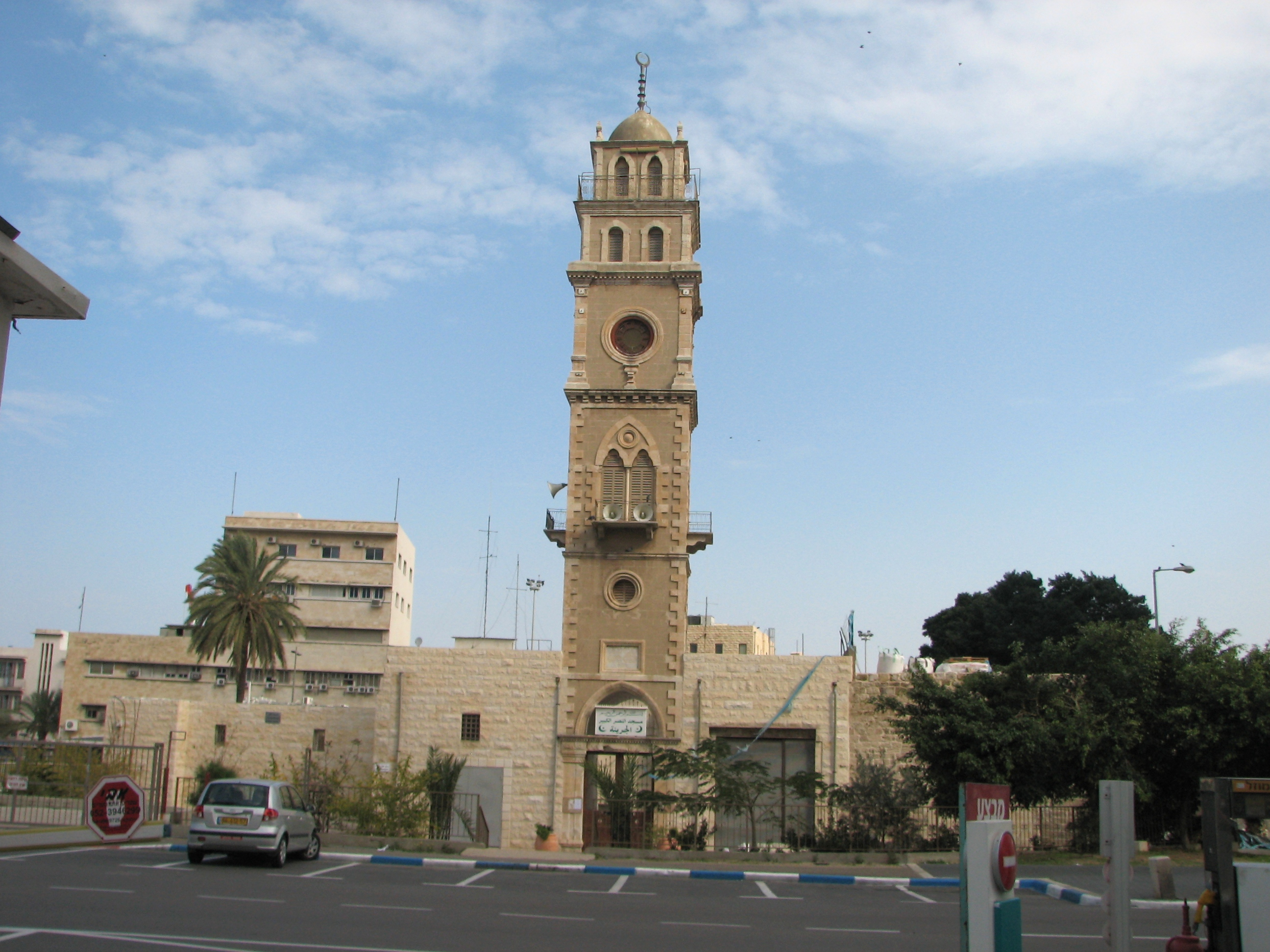
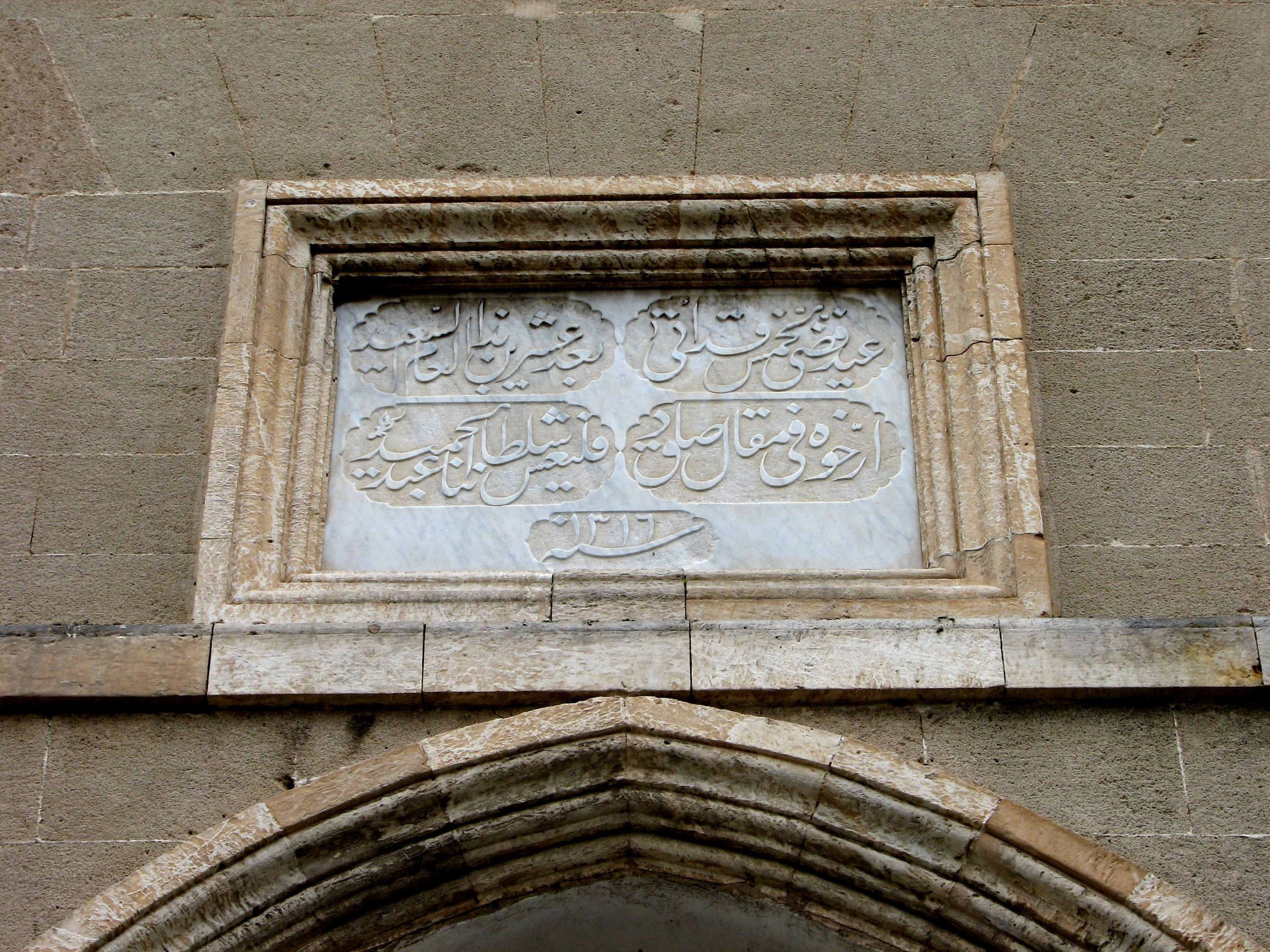
لوحة حجرية على برج الساعة منقوش عليها تاريخ البناء.